# Sociedad Deportiva Oyonesa
La Sociedad Deportiva Oyonesa es un club de fútbol de España, de la localidad de Oyón (Álava). Fue fundado en 1928 y juega actualmente en el grupo XVI de la Tercera Federación.
Es uno de los dos únicos clubes del grupo que no es riojano, junto con el equipo navarro del Club Atlético Vianés. Tanto Oyón como Viana se encuentran a menos de 10 km de Logroño.

## Historia
Fundado en 1928, el equipo participó habitualmente en campeonatos regionales o locales no federados viviendo diversas épocas de inactividad, no siendo hasta 1982 cuando se incorpora al fútbol federado. Se incorpora a la Federación Navarro-Riojana, debido a la proximidad geográfica, hasta que en el año 1986 se crea la Federación Riojana de Fútbol.
Tras la temporada 1989-90 el equipo de Preferente desapareció, regresando a la competición en verano de 1998 dentro de la misma categoría.
Vivió en las categorías regionales riojanas hasta que en la temporada 2004-05, el Grupo XV de Tercera División se subdivide en el Subgrupo navarro y el Subgrupo riojano. Para cubrir las 16 plazas del Subgrupo riojano ascendieron los diez primeros clasificados de la Regional Preferente de La Rioja, entre ellos, la S. D. Oyonesa (4.º puesto).
Desde entonces ha jugado en Tercera División consiguiendo en la temporada 2009-10 el título liguero, clasificándose para la promoción de ascenso a Segunda División B y la siguiente edición de la Copa del Rey. 
La temporada siguiente el equipo jugó su último partido 22 de diciembre de 2010) en El Espinar, cuya capacidad era de 1000 espectadores y su césped de hierba natural. El 30 de diciembre de 2010 se inauguró el Complejo Municipal Deportivo Oion Arena con un partido amistoso entre la Oyonesa y un combinado del Athletic Club
Su apuesta por no profesionalizar la estructura le ha hecho perder capacidad deportiva, pero permite que la afición se identifique más con la entidad. El equipo alavés tiene actualmente firmado un convenio con el Athletic Club.
Desde 2022, ha estado presente en tres promociones de ascenso a Segunda Federación consecutivas, aunque no ha conseguido el ascenso.

## Uniforme
- Uniforme titular: Camiseta blanquiazul, pantalón azul y medias blanquiazules.
- Uniforme alternativo: Camiseta roja, pantalón rojo y medias rojas.

## Estadio
El Oion Arena cuenta con una tribuna de 700 asientos y su aforo es de 1500 espectadores. Se sitúa en el Camino Viejo de Logroño, y junto a un polígono industrial y a varias bodegas. Su césped es artificial.

## Afición
La S. D. Oyonesa cuenta con una afición muy leal para pertenecer a un pueblo de poco más de 3000 habitantes. Destaca una peña que suele seguir al equipo en sus desplazamientos fuera de Oyón, son los Txuri Urdin Hooligans.

## Datos del club
- Temporadas en Primera División: 0.
- Temporadas en Segunda División: 0.
- Temporadas en Segunda División B: 0.
- Temporadas en Tercera Federación / Tercera División: 22
- Mejor puesto en la liga: 1.º en Tercera División de España (temporada 2009-10).

### Palmarés
- Un campeonato del Grupo XVI de 3.ª División: 2009-10

### Premios
- Trofeo invicto Don Balón: 2009-2010

## Trayectoria

### Histórico de temporadas
| Temporada | División     | Puesto |
| --------- | ------------ | ------ |
| 1982-83   | 2.ª Regional | 3.º    |
| 1983-84   | 1.ª Regional | 9.º    |
| 1984-85   | 1.ª Regional | 13.º   |
| 1985-86   | 1.ª Regional | 5.º    |
| 1986-87   | Preferente   | 14.º   |
| 1987-88   | Preferente   | 3.º    |
| 1988-89   | Preferente   | 16.º   |
| 1989-90   | Preferente   | 16.º   |
| 1990-1998 | Inactivo     | —      |
| 1998-99   | Preferente   | 8.º    |
| 1999-00   | Preferente   | 8.º    |
| 2000-01   | Preferente   | 8.º    |
| 2001-02   | Preferente   | 9.º    |

| Temporada | División        | Puesto | Copa del Rey |
| --------- | --------------- | ------ | ------------ |
| 2002-03   | Preferente      | 7.º    |              |
| 2003-04   | Preferente      | 4.º    |              |
| 2004-05   | 3.ª (Grupo XVb) | 12.º   |              |
| 2005-06   | 3.ª (Grupo XVb) | 6.º    |              |
| 2006-07   | 3.ª (Grupo XVI) | 5.º    |              |
| 2007-08   | 3.ª (Grupo XVI) | 9.º    |              |
| 2008-09   | 3.ª (Grupo XVI) | 7.º    |              |
| 2009-10   | 3.ª (Grupo XVI) | 1.º    |              |
| 2010-11   | 3.ª (Grupo XVI) | 8.º    | 1.ª ronda    |
| 2011-12   | 3.ª (Grupo XVI) | 8.º    |              |
| 2012-13   | 3.ª (Grupo XVI) | 5.º    |              |
| 2013-14   | 3.ª (Grupo XVI) | 8.º    |              |
| 2014-15   | 3.ª (Grupo XVI) | 10.º   |              |

| Temporada | División             | Puesto |
| --------- | -------------------- | ------ |
| 2015-16   | 3.ª (Grupo XVI)      | 10.º   |
| 2016-17   | 3.ª (Grupo XVI)      | 10.º   |
| 2017-18   | 3.ª (Grupo XVI)      | 17.º   |
| 2018-19   | 3.ª (Grupo XVI)      | 11.º   |
| 2019-20   | 3.ª (Grupo XVI)      | 8.º    |
| 2020-21   | 3.ª (Grupo XVI)      | 11.º   |
| 2021-22   | 3.ª Fed. (Grupo XVI) | 7.º    |
| 2022-23   | 3.ª Fed. (Grupo XVI) | 5.ª    |
| 2023-24   | 3.ª Fed. (Grupo XVI) | 6.º    |
| 2024-25   | 3.ª Fed. (Grupo XVI) | 5.º    |
| 2025-26   | 3.ª Fed. (Grupo XVI) |        |

### Participaciones en Copa del Rey
| Temporada | Ronda     | Rival          | Local | Visitante | Global |  |
| --------- | --------- | -------------- | ----- | --------- | ------ |  |
| 2010-11   | 1.ª Ronda | C. D. Tudelano | 0-3   | 0-3       | 0-3    |  |

### Participaciones en playoffs de ascenso
| Temporada | Liga               | Ronda            | Rival                  | Ida | Vuelta | Global |  | Ascenso |
| --------- | ------------------ | ---------------- | ---------------------- | --- | ------ | ------ |  | ------- |
| 2009-10   | Tercera División   | Final Campeones  | Real Sociedad "B"      | 3-0 | 0-1    | 4-0    |  |         |
| 2009-10   | Tercera División   | Semifinal        | Coruxo F. C.           | 2-1 | 1-1    | 3-2    |  |         |
| 2022-23   | Tercera Federación | Cuartos de final | C. D. F. C. La Calzada | 0-0 | 5-2    | 4-7    |  |         |
| 2023-24   | Tercera Federación | Cuartos de final | C. D. Alfaro           | 4-1 | 2-2    | 6-3    |  |         |
| 2023-24   | Tercera Federación | Semifinal        | C. D. Anguiano         | 0-0 | 2-1    | 1-2    |  |         |
| 2024-25   | Tercera Federación | Cuartos de final | C. D. Arnedo           | 2-0 | 1-2    | 4-1    |  |         |
| 2024-25   | Tercera Federación | Semifinal        | C. D. Varea            | 0-0 | 0-1    | 0-1    |  |         |

## Filial
En la temporada 2008-09 el equipo alavés decidió crear un equipo filial para dar salida a los jugadores de las categorías inferiores y servir de reserva para el primer equipo. Desde su creación el equipo compitió en la Regional Preferente de La Rioja, la categoría inferior a la Tercera división, desapareciendo al finalizar la temporada 2016-17.